# NGC 4485
NGC 4485 ist eine irreguläre Zwerggalaxie vom Hubble-Typ IBm/P mit ausgedehnten Sternentstehungsgebieten im Sternbild Jagdhunde am Nordsternhimmel. Sie ist schätzungsweise 24 Millionen Lichtjahre von der Milchstraße entfernt und hat einen Durchmesser von etwa 15.000 Lichtjahren. Gemeinsam mit NGC 4490 bildet sie das wechselwirkende Galaxienpaar (Arp 269), Holm 414 oder KPG 341 und gilt als Mitglied der NGC 4258-Gruppe (LGG 290).
Bei NGC 4485 handelte es sich ursprünglich einmal um eine normale Spiralgalaxie, deren Aussehen sich aber durch die dichte Begegnung mit der Galaxie NGC 4490 drastisch verändert hat. Ein sogenannter Gezeitenarm, der rund 24.000 Lichtjahre ins All ragt verbindet die beiden Galaxien. 
Halton Arp gliederte seinen Katalog ungewöhnlicher Galaxien nach rein morphologischen Kriterien in Gruppen. Dieses Galaxienpaar gehört zu der Klasse Doppelgalaxien mit verbundenen Armen.
Das Objekt wurde am 14. Januar 1788 von dem deutsch-britischen Astronomen Wilhelm Herschel entdeckt.